# Produktansvar
Produktansvar för säkerhetsbrist har myndighet, företag eller förening som har tillverkat, frambringat eller insamlat den skadegörande produkten eller den som har importerat produkten till Europeiska unionen för att sätta den i omlopp där.
Detta innebär att den som har ansvar för en produkt ska betala skadestånd för produktskador, det vill säga skador som produkten orsakat, på grund av en säkerhetsbrist i produkten. Säkerhetsbrist innebär att produkten inte är så säker som "skäligen förväntas".
Framgår det inte av en skadegörande produkt som är tillverkad, frambringad eller insamlad i Sverige vem som är skadeståndsskyldig är var och en som har tillhandahållit produkten skyldig att betala skadestånd om hon eller han inte inom en månad anvisar någon som har tillverkat, frambringat eller insamlat produkten eller marknadsfört den som sin eller tillhandahållit den för henne eller honom.
Skadeståndsskyldig är inte den som:
1. visar att hon eller han inte har satt produkten i omlopp i en näringsverksamhet,
2. gör sannolikt att säkerhetsbristen inte fanns när hon eller han satte produkten i omlopp,
3. visar att säkerhetsbristen beror på att produkten måste stämma överens med tvingande föreskrifter som har meddelats av en myndighet, eller
4. visar att det på grundval av det vetenskapliga och tekniska vetandet vid den tidpunkt då hon eller han satte produkten i omlopp inte var möjligt att upptäcka säkerhetsbristen.

I Sverige regleras det i produktansvarslagen (PAL) (SFS 1992:18).